# Crénées

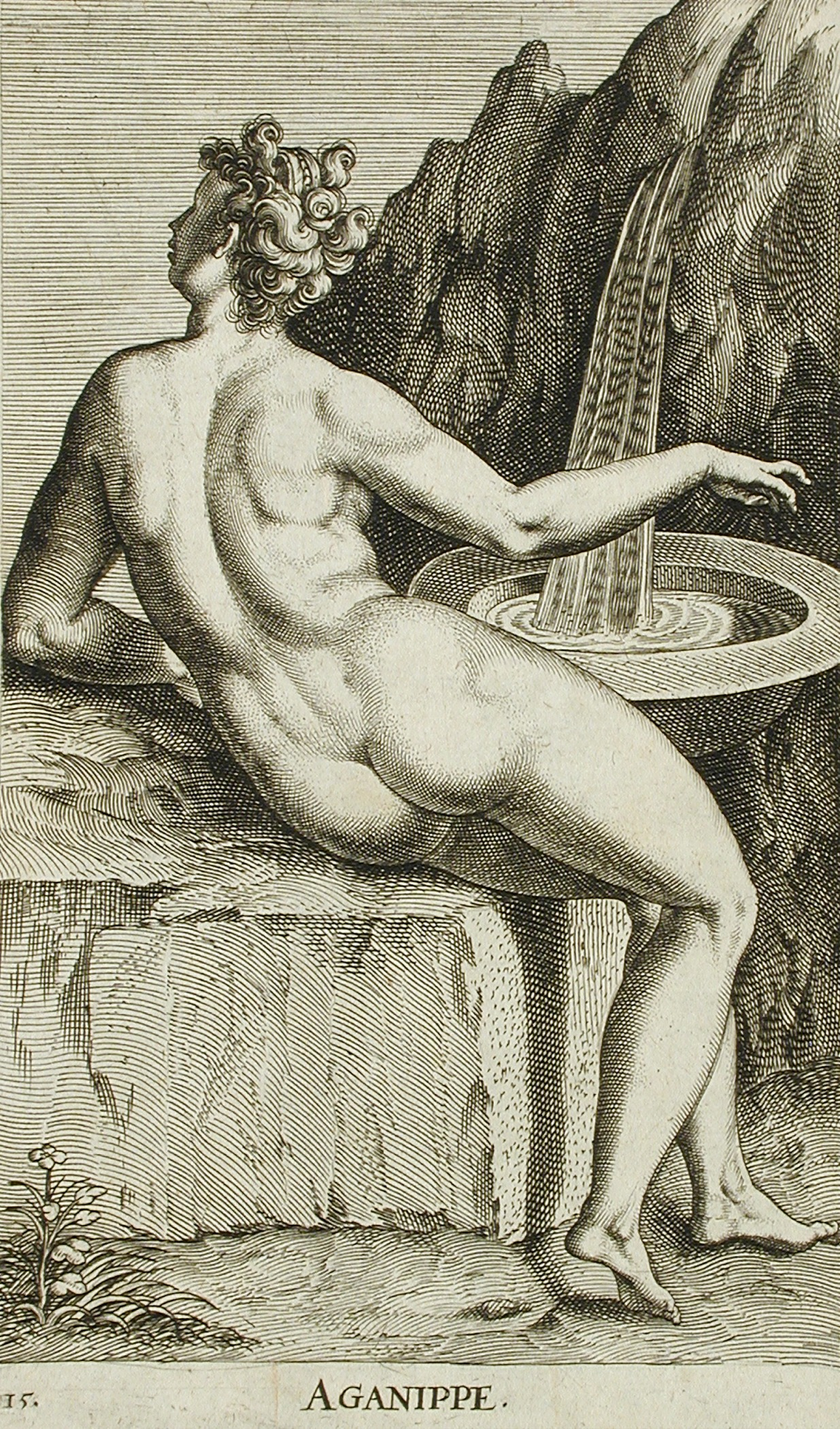
Aganippe, Philip Galle, 1587.

Dans la mythologie grecque et romaine, les crénées sont les naïades des fontaines.
Elles sont parfois appelées pégées quand elles peuplent les sources.

## Étymologie
Leur nom vient du grec ancien κρήνη / krênê qui signifie « source » ou « fontaine » sans idées de jaillissement , par opposition à πηγή / pêgê qui est une source jaillissante et qui a donné son nom aux nymphes Pégées. 

## Crénées célèbres
Parmi elles, on compte :
- Aganippe
- Appias (dans la mythologie romaine)
- Castalie